# شهرستان وارن (نیوجرسی)
شهرستان وارن، نیوجرسی (به انگلیسی: Warren County, New Jersey) یک سکونتگاه مسکونی در ایالات متحده آمریکا است که در نیوجرسی واقع شده‌است.